# Partia Radykalno-Demokratyczna
Partia Radykalno-Demokratyczna (bułg. Радикалдемократическа партия, PRD) – bułgarska liberalna partia polityczna założona w 1905 przez grupę działaczy wywodzących się z Partii Demokratycznej. Uczestniczyła w kilku rządach koalicyjnych (1918–1919, 1931–1934, 1991–1992). W latach 1922–1923 współtworzyła Blok Konstytucyjny, a w połowie 1923 zaangażowała się w budowę Porozumienia Demokratycznego. Po zamachu majowym w 1934 została zdelegalizowana przez rząd Georgijewa. W 1945 na krótko wznowiła legalną działalność, lecz dwa lata później władze komunistyczne ją zlikwidowały. Po 1989, w okresie transformacji ustrojowej w Bułgarii, działacze opozycji antykomunistycznej reaktywowali PRD i włączyli ją w struktury Związku Sił Demokratycznych.

## Historia Partii Radykalno-Demokratycznej

### Partia Radykalno-Demokratyczna w latach 1905-1947
PRD została założona przez grupę działaczy Partii Demokratycznej związanych z wydawanym od 1902 czasopismem "Przegląd Demokratyczny" (bułg. Демократически преглед) pod redakcją Todora Włajkowa. Z powodu narastania sporów ideologicznych z główną frakcją demokratów, skupioną wokół Petka Karawełowa, grupa Włajkowa stopniowo oddzieliła się od nich i w 1905 sformowała Partię Radykalno-Demokratyczną. Pierwszy kongres PRD odbył się w dniach 12–15 sierpnia 1906. Podczas zjazdu przyjęto statut partii i określono jej cele. Do najważniejszych zadań zaliczono umocnienie demokracji i roli parlamentu w państwie, pokojowe przyłączenie do Księstwa Bułgarii obszarów zamieszkanych przez Bułgarów, lecz pozostających poza jego granicami (m.in. Rumelii Wschodniej), a także wprowadzenie zasad liberalizmu. PRD opowiedziała się przeciwko dążeniom do siłowego przejęcia władzy w kraju, uznając za jedyny sposób jej zdobycia demokratyczne wybory.
Od czerwca 1918 do października 1919 PRD współtworzyła, najpierw z Partią Demokratyczną, a potem również z kilkoma innymi partiami, koalicyjne rządy Carstwa Bułgarii. Po przejęciu w 1920 całości władzy w kraju przez Bułgarski Ludowy Związek Chłopski Aleksandyra Stambolijskiego, PRD zaangażowała się w działalność opozycyjną. Na początku czerwca 1922 partia włączyła się w budowę Bloku Konstytucyjnego, w skład którego weszły także Partia Demokratyczna i Zjednoczona Partia Narodowo-Postępowa. Podstawowym celem organizacji było zjednoczenie opozycji przeciwko autorytarnym rządom ludowców i odsunięcie ich od władzy. Po wojskowym zamachu stanu z 9 czerwca 1923 i objęciu stanowiska premiera przez Aleksandyra Cankowa, działaczom Bloku Konstytucyjnego przedstawiono propozycję budowy prorządowej koalicji, nazwanej Porozumieniem Demokratycznym. Lider PRD, Stojan Kosturkow, początkowo odmówił, później jednak wyraził warunkową zgodę na uczestnictwo jego partii w Porozumieniu, przy czym ostateczną decyzję miał podjąć zjazd radykalnych demokratów przewidziany na luty 1924. Podczas kongresu większość delegatów opowiedziała się przeciwko uczestnictwu ich ugrupowania w Porozumieniu, wobec czego Kosturkow wystąpił z niego i wznowił działalność PRD. Część działaczy, m.in. Todor Włajkow, pozostała jednak w Porozumieniu Demokratycznym, uznając je za jedyną formację zdolną ocalić Carstwo Bułgarii przed dykatorskimi dążeniami niektórych polityków.
W 1926 PRD przyjęła nazwę Partia Radykalna (bułg. Радикална партия). W 1931, w przededniu wyborów do Zwyczajnego Zgromadzenia Narodowego 23. kadencji, Partia Radykalna zawiązała wraz z Partią Demokratyczną, Bułgarskim Ludowym Związkiem Chłopskim „Wrabcza 1”, Bułgarskim Ludowym Związkiem Chłopskim - Stara Zagora i Partią Narodowo-Liberalną koalicję Blok Narodowy. Ugrupowanie odniosło zwycięstwo w wyborach, kończąc w ten sposób prawie 8-letni okres rządów Porozumienia Demokratycznego. Gabinet powołany przez Blok Narodowy był jednak niestabilny. Silne zróżnicowanie poglądów politycznych i ideologicznych w obrębie formacji przyczyniło się w maju 1934 do poważnego kryzysu rządowego. Wykorzystali to działacze Koła Politycznego „Zweno” i Związku Wojskowego dokonując 19 maja zamachu stanu i odsuwając koalicję od sprawowania władzy.
Na kilka dni przed majowym zamachem stanu Partia Radykalna rozpadła się na dwie frakcje. Niezadowoleni z polityki przewodniczącego Kosturkowa działacze wybrali nowego lidera, którym został profesor Georgi Genow. Po zdelegalizowaniu w czerwcu 1934 przez rząd Georgijewa wszystkich partii politycznych w kraju, obie frakcje radykałów kontynuowały działalność w podziemiu, jednak ugrupowanie Genowa było znacznie aktywniejsze. W 1936 zwolennicy Genowa zaangażowali się w budowę koalicji nazywanej Petorką (bułg. Петорка), która domagała się przywrócenia Konstytucji Tyrnowskiej.
Po wybuchu II wojny światowej radykałowie opowiedzieli się za neutralnością Bułgarii. Wkrótce po zamachu stanu, dokonanym przez Front Ojczyźniany 9 września 1944, Georgi Genow został zaaresztowany i skazany przez komunistyczny Sąd Narodowy na karę więzienia. W zaistniałej sytuacji politycznej frakcja Kosturkowa zdecydowała się w 1945 podjąć współpracę z komunistami i włączyła się w struktury Frontu Ojczyźnianego. Sam Kosturkow objął stanowisko ministra oświaty narodowej w drugim i trzecim gabinecie Georgijewa. Pozostali radykałowie, zwolennicy Genowa, nie związali się z lewicą i 21 września 1945 wznowili legalną działalność swojej formacji, tym razem pod nazwą Partia Radykalna (zjednoczona) (bułg. Радикална партия (обединена)). Dwa lata później prosowiecki rząd rozpoczął silne represjonowanie opozycji politycznej, co zmusiło radykałów do zaprzestania działalności.

### Partia Radykalno-Demokratyczna po roku 1989
W okresie transformacji ustrojowej w Bułgarii, 14 listopada 1989 grupa działaczy antykomunistycznych wznowiła działalność PRD. Podczas kongresu partyjnego, zwołanego w dniach 14–15 lipca 1990 w Sofii, przyjęto statut i program polityczny ugrupowania, nawiązujący do liberalizmu demokratycznego i zasad społeczeństwa otwartego. Pierwszą przewodniczącą PRD po 1989 została Ełka Konstantinowa, którą w 1993 zastąpił Aleksandyr Jordanow. Wkrótce po reaktywowaniu partii jej działacze nawiązali współpracę ze Związkiem Sił Demokratycznych (ZSD) i włączyli PRD w jego struktury. Z ramienia ZSD radykalni demokraci weszli w 1991 do Zgromadzenia Narodowego 36. kadencji i do składu rządu Filipa Dimitrowa, obejmując funkcję wicepremiera i dwóch ministrów.
Od września 1991 PRD była obserwatorką, a w latach 1994–1996 członkinią Międzynarodówki Liberalnej. W kwietniu 1995 PRD rozpadła się na dwa ugrupowania. Przyczyną rozłamu był spór odnośnie do wystąpienia partii z ZSD. Przeciwnicy pozostania w strukturach koalicji po 1997 utworzyli odrębną partię, którą nazwali Wolną Partią Radykalno-Demokratyczną (bułg. Свободна радикалдемократическа партия).
Po roku 1996 PRD stopniowo utraciła znaczenie na bułgarskiej scenie politycznej.

## Organy prasowe Partii Radykalno-Demokratycznej
- czasopismo Демократически преглед (czyli w tłum. Przegląd Demokratyczny) (1902-1928, wznowione w 1993)
- tygodnik Век 21 (czyli w tłum. Wiek 21) (1991-1997)
- gazeta Радикалдемокрация (czyli w tłum. Radykalna Demokracja)